# Scalable Vector Graphics
Az SVG (Scalable Vector Graphics) egy XML alapú leíró nyelv, kétdimenziós, statikus és mozgó vektorgrafikák meghatározására. Az SVG, hasonlóan a HTML-hez, a W3C által definiált nyílt szabvány.

## Áttekintés

Illusztráció a raszter és a vektorgrafikus képek közötti minőségi különbségről

Az SVG három típusú grafikus elemet támogat:
1. vektorgrafikus alakzatokat (például egyszerű egyenesekből és görbékből álló alakzatokat, és az ezek által közrezárt területet),
2. rasztergrafikus és digitális képeket,
3. szövegeket.

A grafikus elemeket csoportosítani lehet más elemekkel, valamint hasonlóan megadható a stílusuk, átalakíthatóak és vegyíthetőek már feldolgozott elemekkel. Az alkalmazás a szövegeket bármilyen XML névtérben elérheti, ami megnöveli a kereshetőséget és a hozzáférhetőséget. A lehetőségek között megtaláljuk a transzformációt, a vágási területet, az alpha maszkot, a szűrő hatásokat, a sablon elemeket és a bővíthetőséget.
Az SVG dinamikus és interaktív rajzokat is lehetővé tesz. Az SVG objektummodellje (DOM) tartalmazza a teljes XML DOM-ot, így az ECMAScript és a SMIL használatával egyszerű és hatékony vektorgrafikus animációt tesz lehetővé. Gazdag eseménykezelő készlettel rendelkezik, mint az onmouseover vagy az onclick, amelyeket bármelyik grafikus elemhez hozzá lehet rendelni.
Amikor fontos a tárolási méret, az SVG képeket gzip tömörítéssel mentik el. Ezeket általában SVGZ fájloknak nevezik. Mivel az XML fájlok sok redundáns, ismétlődő adatot tartalmaznak, így hatékonyan tömöríthetőek, és az így kapott fájlok sokkal kisebbek lesznek.

### Mobil profilok
A piaci igények miatt az SVG 1.1 két egyszerűbb változatát vezették be: az SVG Tiny (SVGT) és az SVG Basic (SVGB) szabványokat. Mindkettő részhalmaza a teljes SVG szabványnak, és a korlátozott képességű eszközök (tenyérszámítógépek és mobiltelefonok) számára készültek. Az SVG Tiny elsősorban gyengébb képességű telefonokra, míg az SVG Basic komolyabb eszközökre (például PDA) lett tervezve.

## A fejlesztés története
Az SVG szabványt a World Wide Web Consortium (W3C) keretében az SVG Working Group fejlesztette ki. A fejlesztés 1998-ban kezdődött, miután a Macromedia és a Microsoft bevezette a VML-t, az Adobe Systems és a Sun Microsystems pedig egy hasonló PGML szabvány megvalósítását tervezte.
- Az SVG 1.0 W3C ajánlás lett 2001. szeptember 4-én.
- Az SVG 1.1 W3C ajánlás lett 2003. január 14-én.
- Az SVG Tiny és az SVG Basic W3C ajánlások lettek 2003. január 14-én, mint SVG 1.1 profilok.
- Az SVG 1.2 Mobile és az SVG 1.2 Full jelenleg még W3C munkavázlat. Az SVG 1.2 Mobile eredetileg ugyancsak a teljes változat profilja lett volna, de később úgy döntöttek, hogy önálló szabvány lesz, mely tartalmazza majd az összes szükséges részt az SVG 1.1 és SVG 1.2 szabványokból.

## Az SVG támogatottsága

Egy ork SVG-ben

Az SVG formátumot jelenleg a webböngészők jelentős része natívan támogatja. Az egyetlen 1% feletti részesedéssel rendelkező böngésző, amely csak beépülők segítségével jeleníti meg az SVG grafikákat, az a Microsoft által fejlesztett Internet Explorer böngésző. Bár még nagy fokú tehetetlenség tapasztalható a régóta használt raszteres képformátumok terén, az egyre dinamikusabb tartalmak iránti igény miatt, felgyorsult a vektoriális grafikák használata. Azok a weboldalak, amelyek már biztosítanak SVG tartalmat, általában még hagyományos raszteres formában is elérhetővé teszik ezeket, vagy automatikus HTTP tartalomegyeztetéssel, vagy felajánlva a felhasználónak a választást.

### Beépülőkkel való támogatás
Egyes böngészőkben, mint az Internet Explorer, az SVG tartalom megtekintéséhez egy beépülő telepítésére van szükség, hogy a tartalom a böngésző ablakában jelenjen meg. Jelenleg több ilyen beépülő is létezik, például az Adobe SVG Viewer és a Corel SVG Viewer. A Google kifejlesztett egy olyan SVG Web névre keresztelt megoldást, amely a szélesebb körben elterjedt Adobe Flash támogatáson keresztül képes megjeleníteni az SVG tartalmakat, ennek segítségével már az internetezők 95%-a képes megjeleníteni ezeket.

### Natív támogatás
A natív támogatás azt jelenti, hogy a böngésző további beépülők vagy kiegészítők nélkül képes az SVG tartalmak kezelésére. Az ilyen támogatás gyorsabb, megbízhatóbb a beépülőknél, valamint lehetőséget ad arra, hogy az SVG-t más típusú tartalmakkal keverjék.
A következő böngészők rendelkeznek teljes vagy részleges natív SVG támogatással:
- Az Opera böngésző a 8.0 beta 3 verzió óta támogatja az SVG 1.1 Tiny szabványt.
- A Mozilla Firefox 1.5 Beta 1 részben támogatja az SVG 1.1 Full szabványt. A támogatott részek leírását a Mozilla SVG oldalán lehet megtekinteni.
- Az Amaya böngésző részben támogatja az SVG szabványt.
- A KDE Konqueror böngészője KVSG néven tartalmaz egy beépülőt, mely szinte a teljes SVG szabványt támogatja. A KVSG1 fejlesztése befejeződött, de a KVSG2 fejlesztése jelenleg is folyik, és valószínűleg bekerül natív támogatásként a Konqueror kódjába a jövőben.
- Az Apple Safari böngészője, amely a KHTML alapú Webkit böngészőmotort használja, elkezdte beépíteni a böngészőbe a KSVG2 beépülőt.
- A Batik SVG Toolkit a Java alkalmazásokban használható SVG grafikák megjelenítésére, készítésére és módosítására.

## Eszközök
- A legtöbb nagy vektorgrafikus szerkesztő, például az Adobe Illustrator és a Corel Draw támogatja az SVG beolvasását és mentését (exportját és importját).
- LibreOffice Draw alapból támogatja az SVG fájlok importálását és szerkesztését.
- OpenOffice.org Draw 1.1 és az újabb változatok képesek beolvasni SVG fájlokat, az Draw 2.0-hoz van egy SVG import plugin (utolsó status)
- A Dia egy általános célú grafikonkészítő. Lehetőség van új alakzatok hozzáadására, az alakzat megrajzolásához az SVG egy részhalmazát használva.
- Az Inkscape egy nyílt forrású több platformos vektorgrafikus szerkesztő, mely az SVG formátumot használja. A Sodipodi ennek elődje.
- A GIMP egy nyílt forrású több platformos képszerkesztő mely képes SVG beolvasására és mentésére; jóllehet menteni csak saját maga által készített képeket tud így.
- Scribus egy nyílt forrású desktop publishing alkalmazás, mely támogatja az SVG beolvasását és mentését.
- SVGmaker SVG-t készít olyan szokványos Windows programokból, mint amilyen az Office.

További programokról a szócikk angol változatában olvashatunk.

## Online eszközök
- SVG-edit – Online rajzprogram (ingyenes, böngészőben futó, SVG-DOM és JavaScript alapú program)
- SVGConv - The online SVG converter - Ingyenes, online SVG konvertáló (SVG-ből JPEG, PNG, GIF, BMP, PDF, PS és más formátumokra konvertál); képes több SVG fájl konvertálására egy lépésben
- Go2convert Archiválva 2012. december 7-i dátummal a Wayback Machine-ben – Online konvertáló eszköz, mely - sok más funkció mellett - képes SVG fájlokat más formátumúvá alakítani (JPEG, GIF, TGA, BMP stb.)

## Külső hivatkozások
- SVG.lap.hu - Linkgyűjtemény
- SVG tananyag
- A W3C SVG oldala (angolul)
- SVGX (angolul)
- SVG közösségi oldal (angolul)
- SVG 1.1 specifikáció
- Az egyes böngészők SVG támogatása (angolul)